# Mezzogoro
Mezzogoro è una frazione del comune di Codigoro. Con una popolazione di 1 688 abitanti è la frazione più popolata del comune di Codigoro da cui dista 7,62 km.

## Storia
Si hanno notizie su pergamena di un "Borgo di Mezzogoro" risalenti al 1056, mentre la chiesa, dedicata ai santi Pietro e Paolo è citata in un documento papale del 1114. Nel 1840 circa, a causa delle cattive condizioni nelle quali versava, la chiesa fu ricostruita a spese del comune di Codigoro, e dopo un allagamento nel 1871 fu restaurata. Dopo lavori di ammodernamento nel corso del XX secolo fu infine consacrata nel 1965 dal vescovo di Comacchio Mons. Giovanni Mocellini.